# Осада Темешвара (1716)
Осада Темешвара (турецк. Temeşvar Kuşatması) проходила с 31 августа по 12 октября 1716 года во время Австро-турецкой войны 1716-1718 годов. Армия Габсбургов во главе с принцем Евгением Савойским, только что одержавшим сокрушительную победу при Петроварадине, сумела захватить крепость Темешвар (сегодня Тимишоара, Румыния), последний турецкий оплот в Венгрии. Гарнизон капитулировал после 43-дневной осады. 
После победы при Петроварадине 5 августа 1716 года Евгений Савойский, имея достаточно ресурсов для дальнейших действий, направился в сторону Темешвара. Армия Габсбургов насчитывала около 45 000 человек, 50 полевых орудий и 87 осадных пушек. Османский гарнизон, возглавляемый Бодором Мустафой-пашой, насчитывал примерно 16 000 человек и 150 пушек. Большинство укреплений крепости представляли земляные валы с частоколом, которые были неэффективны против пушек 18 века. Единственными каменными постройками были замок, мечети и двор, окружающий Анжуйскую крепость в южной части города. Все остальные постройки были деревянными, что делало их подверженными пожару.
21 августа 1716 года генерал Иоахим Игнац фон Ротенхан достиг Темешвара с 14 кавалерийскими эскадронами. 25 августа прибыли 16 кавалерийских полков под командованием Яноша Пальфи и 10 пехотных батальонов под командованием Карла Александра, герцога Вюртембергского. Остальные войска, в том числе Евгений Савойский, достигли крепости 26 августа. Янош Пальфи и его кавалерия обосновались к югу от крепости, чтобы блокировать любые попытки османов получить подкрепление. Евгений Савойский расположил свой штаб, пехоту, артиллерию и немного кавалерии в северной части крепости, полностью окружив ее. У осаждающих было около 30 000 ручных гранат и 760 тонн пороха. 28 августа имперцы захватили летнюю резиденцию турецкого губернатора «Колодец Паши», которую османы подожгли перед отступлением.
С 1 по 15 сентября 3000 человек вырыли зигзагообразные и параллельные траншеи. 5 сентября были установлены первые две батареи с девятью пушками, а 6 сентября — еще одна батарея с пятью пушками, огонь которой прикрывал военные сооружения. 8 сентября траншеи почти дошли до частокола и началось заполнение рва фашинами. В ночь на 9 сентября османы забросали траншеи факелами, чтобы поджечь фашины, но их вылазка была отбита. 10 сентября драгунский полк отбил еще одну атаку османов. Тем временем к Темешвару прибыл еще один армейский корпус под командованием генерала графа Этьена де Стэнвиля.
25 сентября весь день с обеих сторон продолжалась оживлённая канонада. На следующий день из Белграда подошли османские войска; они трижды атаковали с юга, чтобы прорвать окружение и доставить в крепость припасы. Одновременно атаковали защитники крепости. Атаки противника были отбиты, и деблокирующий отряд был вынужден повернуть назад.
С 1 по 10 октября продолжались осадные работы и устанавливались дополнительные пушки. 11 октября начался новый массированный обстрел с целью разрушения укреплений. Обстрел осуществлялся 43 орудиями тяжелой артиллерии и продолжался всю ночь. 12 октября, в 11:30, над бастионом поднялся белый флаг. По условиям капитуляции османский гарнизон мог уйти со своими семьями и имуществом. Османская армия покинула крепость 17 октября, а на следующий день туда вошёл Евгений Савойский.
После завоевания австрийцами Белграда австро-турецкая война закончилась, и Пожаревацкий договор подтвердил принадлежность Баната, включая крепость Темешвар, Габсбургской монархии.